# Las Animas County
Las Animas County je okres ve státě Colorado v USA. K roku 2000 zde žilo 15 207 obyvatel. Správním městem okresu je Trinidad. Celková rozloha okresu činí 12 368 km². Pojmenován byl podle řeky Animas.